# U.C.C. 2021-2022
Questa voce raccoglie le informazioni riguardanti l'U.C.C., nella sua sesta stagione con il nome di Assigeco Piacenza, nelle competizioni ufficiali della stagione 2021-2022.

## Stagione
La stagione 2021-2022 dell'U.C.C. sponsorizzata Assigeco, è la 10ª nella seconda serie italiana, la Serie A2.

## Organigramma societario
Aggiornato al 6 agosto 2021.
- Presidente: Franco Curioni
- Vice Presidente: Luigi Stecconi
- Direttore Sportivo: Alessandro Pagani
- Club Manager: Andrea Centenari
- Resp. Area Comunicazione: Flavio Suardi
- Resp. Social Media: Emanuele Moia
- Resp. Marketing: Paolo Cattivelli, Alessandro Stecconi
- Coordinatore Generale: Vittorio Boselli
- Consiglieri: Stefano Curioni, Maurizio Lori, Sonia Sali, Sergio Galimberti, Giovanni Maestri, Giuseppe Grecchi
- Resp. Settore Giovanile: Giovanni Maestri
- Resp. Campus: Luigi Guselli, Sonia Sali
- Resp. della foresteria: Vincenzo Virgallita
- Resp. Tecnico Minibasket e Settore Femminile: Marco Merli[4]
- Segreteria: Mariangela Legranzini
- Resp. Statistiche Lega: Lorenzo Callegari, Luigi Callegari
- Speaker: Pietro Barattini
- Telecronista LNP: Mikhail Laurenza
- Fotografa ufficiale: Paola Ponti
- Cronista: Luca Mallamaci

- Allenatore: Stefano Salieri
- Assistenti: Gabriele Grazzini, Fabio Farina
- Preparatore Atletico: Mattia Raimondi, Carlo Alberto Naldini
- Medico: Gianluca Concardi
- Fisioterapista: Matteo Anelli, Benedetta Libori

## Roster
Aggiornato al 8 maggio 2022.
| Assigeco Piacenza 2021-22 | Assigeco Piacenza 2021-22 |
| Giocatori                 | Staff tecnico             |
| ------------------------- | ------------------------- |

| N. | Naz.                   | Ruolo | Nome              | Anno | Alt.   | Peso   |  |
| -- | ---------------------- | ----- | ----------------- | ---- | ------ | ------ |  |
| 0  | Italia (bandiera)      | GA    | Simone Bellan     | 1996 | 196 cm | 92 kg  |  |
| 1  | Italia (bandiera)      | P     | Lorenzo Deri      | 2001 | 188 cm | 85 kg  |  |
| 3  | Lettonia (bandiera)    | AG    | Verners Kohs      | 1997 | 203 cm | 95 kg  |  |
| 9  | Senegal (bandiera)     | AC    | Magaye Seck       | 2001 | 201 cm | 98 kg  |  |
| 10 | Stati Uniti (bandiera) | G     | Gabe DeVoe        | 1995 | 190 cm | 94 kg  |  |
| 12 | Italia (bandiera)      | AC    | Lorenzo Galmarini | 1995 | 202 cm | 90 kg  |  |
| 13 | Serbia (bandiera)      | G     | Nemanja Gajić     | 2001 | 195 cm | 104 kg |  |
| 14 | Italia (bandiera)      | AG    | Davide Pascolo    | 1991 | 202 cm | 88 kg  |  |
| 18 | Italia (bandiera)      | C     | Tommaso Guariglia | 1997 | 207 cm | 108 kg |  |
| 21 | Italia (bandiera)      | PG    | Lorenzo Querci    | 2001 | 191 cm | 85 kg  |  |
| 22 | Stati Uniti (bandiera) | AG    | Phillip Carr      | 1995 | 203 cm | 91 kg  |  |
| 34 | Italia (bandiera)      | C     | Matteo Gherardini | 2004 | 206 cm | 89 kg  |  |
| 43 | Italia (bandiera)      | P     | Gherardo Sabatini | 1994 | 183 cm | 75 kg  |  |
| 90 | Italia (bandiera)      | PG    | Luca Cesana (C)   | 1997 | 196 cm | 90 kg  |  |

| Allenatore                                                                                     |
| - Stefano Salieri                                                                              |
| Assistente/i                                                                                   |
| - Gabriele Grazzini - Fabio Farina Legenda - (C) Capitano - (IN) Inattivo - Infortunato Roster |

## Mercato

### Sessione estiva
| Acquisti | Acquisti          | Acquisti        | Acquisti   | Acquisti |
| R.       | Nome              | da              | Modalità   |          |
| -------- | ----------------- | --------------- | ---------- | -------- |
| AC       | Lorenzo Galmarini | G.M. OrziBasket | definitivo |          |
| P        | Lorenzo Deri      | Virtus Bologna  | definitivo |          |
| PG       | Lorenzo Querci    | Pistoia Basket  | definitivo |          |
| AG       | Phillip Carr      | Norrk. Dolphins | definitivo |          |
| G        | Gabe DeVoe        | Budivelnyk Kiev | definitivo |          |
| AC       | Magaye Seck       | Bergamo B. 2014 | definitivo |          |
| AG       | Davide Pascolo    | Aquila Trento   | prestito   |          |

| Cessioni | Cessioni         | Cessioni            | Cessioni       | Cessioni |
| R.       | Nome             | a                   | Modalità       |          |
| -------- | ---------------- | ------------------- | -------------- | -------- |
| A        | Markis McDuffie  | Napoli Basket       | fine contratto |          |
| A        | Giovanni Poggi   | Raggisolaris Faenza | fine contratto |          |
| AG       | Lorenzo Molinaro | Eurobasket Roma     | fine contratto |          |
| G        | Matteo Formenti  | Monferrato Basket   | fine contratto |          |
| P        | Federico Massone | Trapani Shark       | fine contratto |          |
| PG       | Tobin Carberry   | Free agent          | fine contratto |          |

### Dopo l'inizio della stagione
| Acquisti | Acquisti      | Acquisti       | Acquisti      | Acquisti   |
| R.       | Nome          | da             | data          | Modalità   |
| -------- | ------------- | -------------- | ------------- | ---------- |
| GA       | Simone Bellan | Free agent     | 17 marzo 2022 | definitivo |
| AG       | Verners Kohs  | Vanoli Cremona | 5 maggio 2022 | definitivo |

## Risultati

### Supercoppa LNP
| Arbitri: | Terranova (Ferrara) Puccini (Genova) Ugolini (Forlì) |

|                                         |            |                                          |
| Gajić 15 Guariglia, Pascolo 10 Cesana 8 | Punti      | 19 Bonacini, Morse 15 Raivio 8 Lucarelli |
| Querci, Sabatini 3                      | Assist     | 4 Raivio                                 |
| Guariglia, Pascolo 8                    | Rimbalzi   | 10 Raivio                                |
| Stefano Salieri                         | Allenatori | Federico Campanella                      |

| Arbitri: | Radaelli (Rho) Barbiero (Milano) Yang Yao (Vigasio) |

|                                     |            |                                      |
| Rodriguez 18 Miaschi 16 Langston 12 | Punti      | 10 Deri, DeVoe 9 Pascolo 7 Galmarini |
| Venuto 5                            | Assist     | 6 Sabatini                           |
| Sacchetti, Miaschi 7                | Rimbalzi   | 8 Galmarini                          |
| Michele Carrea                      | Allenatori | Stefano Salieri                      |

| Arbitri: | Rudellat (Nuoro) Chersicla (Oggiono) Lucotti (Binasco) |

|                                |            |                               |
| Johnson 19 Allen 16 Nikolić 14 | Punti      | 16 Gajić 12 DeVoe 9 Guariglia |
| Da Ros 9                       | Assist     | 6 Sabatini                    |
| Sergio 7                       | Rimbalzi   | 12 Pascolo                    |
| Marco Sodini                   | Allenatori | Stefano Salieri               |

### Serie A2

#### Regular season

##### Girone di andata
| Arbitri: | Scrima (Catanzaro) Ciaglia (Caserta) Attard (Priolo Gargallo) |

|                                        |            |                                                         |
| Pascolo, Sabatini 12 Cesana 10 DeVoe 9 | Punti      | 19 Cappelletti 17 Giuri 10 Pellegrino, Lautier-Ogunleye |
| Sabatini 8                             | Assist     | 4 Antonutti                                             |
| Sabatini 6                             | Rimbalzi   | 8 Walters                                               |
| Stefano Salieri                        | Allenatori | Matteo Boniciolli                                       |

| Arbitri: | Maschio (Firenze) Patti (Montesilvano) Doronin (Perugia) |

|                                        |            |                                 |
| Pollone, Bianchi 11 Davis 9 Morgillo 8 | Punti      | 25 DeVoe 17 Guariglia 16 Cesana |
| Bertetti 8                             | Assist     | 8 Sabatini                      |
| Pollone 8                              | Rimbalzi   | 17 Guariglia                    |
| Andrea Zanchi                          | Allenatori | Stefano Salieri                 |

| Arbitri: | Cappello (Porto Empedocle) Pecorella (Trani) Capurro (Reggio Calabria) |

|                                          |            |                                        |
| DeVoe, Cesana 22 Guariglia 13 Pascolo 12 | Punti      | 14 Potts 11 Langston, Reati 10 Miaschi |
| DeVoe 4                                  | Assist     | 4 Sacchetti                            |
| Pascolo, Guariglia 9                     | Rimbalzi   | 6 Langston                             |
| Stefano Salieri                          | Allenatori | Michele Carrea                         |

| Arbitri: | Gagno (Spresiano) Saraceni (Zola Predosa) Miniati (Firenze) |

|                                           |            |                               |
| Guariglia 22 Pascolo 13 DeVoe, Sabatini 9 | Punti      | 18 Bossi 17 Thomas 12 Montano |
| DeVoe 7                                   | Assist     | 4 Thomas                      |
| Guariglia 12                              | Rimbalzi   | 12 Thomas                     |
| Stefano Salieri                           | Allenatori | Davide Villa                  |

| Arbitri: | Moretti (Marsciano) Perocco (Ponzano Veneto) Mottola (Taranto) |

|                                               |            |                                     |
| Johnson 18 Utomi, Saccaggi, Riisma 10 Magro 8 | Punti      | 12 Cesana 11 Guariglia 7 Pascolo    |
| Della Rosa 6                                  | Assist     | 2 Deri, Galmarini, Cesana, Sabatini |
| Wheatle 10                                    | Rimbalzi   | 7 Pascolo, Galmarini                |
| Nicola Brienza                                | Allenatori | Stefano Salieri                     |

| Arbitri: | Terranova (Ferrara) Puccini (Genova) Giovannetti (Rivoli) |

|                                  |            |                                        |
| DeVoe 18 Pascolo 12 Guariglia 11 | Punti      | 20 Leggio 14 Martinoni 11 F. Valentini |
| Sabatini 5                       | Assist     | 5 L. Valentini                         |
| DeVoe 11                         | Rimbalzi   | 8 Pepper                               |
| Stefano Salieri                  | Allenatori | Andrea Valentini                       |

| Arbitri: | Ferretti (Nereto) Maschietto (Treviso) De Biase (Udine) |

|                            |            |                                          |
| Landi 13 Scott 12 Davis 11 | Punti      | 16 Cesana 11 DeVoe 8 Deri, Carr, Pascolo |
| Zugno 6                    | Assist     | 4 Pascolo                                |
| Scott 13                   | Rimbalzi   | 9 Guariglia                              |
| Edoardo Casalone           | Allenatori | Stefano Salieri                          |

| Arbitri: | Valleriani (Ferentino) D'Amato (Tivoli) Di Martino (Santa Maria la Carità) |

|                                |            |                                        |
| Sabatini 29 DeVoe 15 Cesana 13 | Punti      | 27 Johnson 12 Da Ros, Allen 6 Cusin    |
| DeVoe 6                        | Assist     | 3 Cusin, da Ros, Bucarelli, Stefanelli |
| Sabatini 8                     | Rimbalzi   | 5 Da Ros, Allen                        |
| Stefano Salieri                | Allenatori | Marco Sodini                           |

| Arbitri: | Ursi (Livorno) Yang Yao (Vigasio) Lupelli (Aprilia) |

|                                  |            |                                            |
| Renzi 24 Corbett 21 Spanghero 14 | Punti      | 23 DeVoe 19 Pascolo, Galmarini 10 Sabatini |
| Corbett, Spanghero 3             | Assist     | 9 DeVoe                                    |
| Epps 8                           | Rimbalzi   | 4 Guariglia, Pascolo, Sabatini             |
| Massimo Bulleri                  | Allenatori | Stefano Salieri                            |

| Arbitri: | Martellosio (Buccinasco) Marzulli (Pisa) Ugolini (Forlì) |

|                                  |            |                                     |
| DeVoe 28 Pascolo 16 Guariglia 10 | Punti      | 15 Wiggs 11 Guaiana, Romeo 8 Childs |
| DeVoe 10                         | Assist     | 3 Massone, Palermo                  |
| DeVoe, Pascolo 10                | Rimbalzi   | 17 Childs                           |
| Stefano Salieri                  | Allenatori | Daniele Parente                     |

| Arbitri: | Maschio (Firenze) Terranova (Ferrara) Saraceni (Zola Predosa) |

|                                       |            |                                   |
| Iannuzzi 18 Thompson 16 Stojanović 14 | Punti      | 15 Sabatini 14 DeVoe 12 Guariglia |
| Stojanović 4                          | Assist     | 3 DeVoe, Sabatini                 |
| Iannuzzi 13                           | Rimbalzi   | 13 Guariglia                      |
| Gennaro Di Carlo                      | Allenatori | Stefano Salieri                   |

| Arbitri: | Valleriani (Ferentino) Capurro (Reggio Calabria) Mottola (Taranto) |

|                                           |            |                                         |
| King 33 Mack 11 Laganà, Ellis, Vecerina 6 | Punti      | 22 DeVoe 15 Cesana, Guariglia 9 Pascolo |
| King 5                                    | Assist     | 9 DeVoe                                 |
| Mack 10                                   | Rimbalzi   | 10 Pascolo                              |
| Marco Cardani                             | Allenatori | Gabriele Grazzini                       |

| Arbitri: | Pazzaglia (Pesaro) Centonza (Grottammare) Bartolini (Fano) |

|                            |            |                                |
| Cesana 22 DeVoe 18 Seck 13 | Punti      | 27 Raivio 12 Morse 9 Lucarelli |
| Sabatini 13                | Assist     | 7 Raivio                       |
| Galmarini 7                | Rimbalzi   | 14 Donzelli                    |
| Gabriele Grazzini          | Allenatori | Federico Campanella            |

##### Girone di ritorno
| Arbitri: | Tirozzi (Bologna) Wassermann (Trieste) Spessot (Gradisca d'Isonzo) |

|                                                       |            |                                 |
| Mussini 13 Esposito, Lacey 11 Walters, Cappelletti 10 | Punti      | 28 DeVoe 19 Guariglia 13 Cesana |
| Cappelletti 7                                         | Assist     | 8 DeVoe                         |
| Pellegrino 8                                          | Rimbalzi   | 5 Guariglia                     |
| Matteo Boniciolli                                     | Allenatori | Stefano Salieri                 |

| Arbitri: | Lucotti (Binasco) Saraceni (Zola Predosa) Calella (Bologna) |

|                                  |            |                                   |
| Sabatini 27 DeVoe 26 Guariglia 7 | Punti      | 15 Bertetti 13 Morgillo 9 Pollone |
| Sabatini 7                       | Assist     | 5 Hasbrouck                       |
| Guariglia 14                     | Rimbalzi   | 10 Morgillo                       |
| Stefano Salieri                  | Allenatori | Andrea Zanchi                     |

| Arbitri: | Rudellat (Nuoro) Salustri (Roma) Praticò (Reggio Calabria) |

|                                      |            |                                |
| Rodriguez 25 Miaschi 22 Sacchetti 17 | Punti      | 22 DeVoe 18 Sabatini 12 Cesana |
| Sollazzo 8                           | Assist     | 5 DeVoe                        |
| Langston 10                          | Rimbalzi   | 6 Pascolo                      |
| Michele Carrea                       | Allenatori | Gabriele Grazzini              |

| Arbitri: | Bartolomeo (Lecce) D'Amato (Tivoli) Roiaz (Muggia) |

|                                 |            |                                            |
| Montano 18 Nikolić 16 Thomas 14 | Punti      | 16 Guariglia 15 Pascolo, DeVoe 12 Sabatini |
| Montano 7                       | Assist     | 7 Sabatini                                 |
| Piunti 10                       | Rimbalzi   | 9 Guariglia                                |
| Davide Villa                    | Allenatori | Stefano Salieri                            |

| Arbitri: | Catani (Pescara) Pellicani (Ronchi dei Legionari) Tarascio (Priolo Gargallo) |

|                               |            |                                     |
| Guariglia 20 DeVoe 12 Carr 11 | Punti      | 15 Wheatle 10 Saccaggi 9 Del Chiaro |
| Sabatini 6                    | Assist     | 4 Saccaggi, Della Rosa              |
| Guariglia 8                   | Rimbalzi   | 10 Wheatle                          |
| Stefano Salieri               | Allenatori | Nicola Brienza                      |

| Arbitri: | Marziali (Roma) Puccini (Genova) Calella (Bologna) |

|                                   |            |                                      |
| Sarto 18 Williams 17 Martinoni 14 | Punti      | 17 Sabatini 14 Querci, DeVoe 12 Carr |
| Valentini 7                       | Assist     | 8 Sabatini                           |
| Williams 7                        | Rimbalzi   | 6 Pascolo, Guariglia                 |
| Andrea Valentini                  | Allenatori | Stefano Salieri                      |

| Arbitri: | Cappello (Porto Empedocle) Scrima (Catanzaro) Morassutti (Sassari) |

|                                |            |                                        |
| DeVoe 28 Sabatini 23 Cesana 19 | Punti      | 27 Alibegović 20 Davis, Landi 19 Scott |
| Sabatini 10                    | Assist     | 6 Davis                                |
| Guariglia, Galmarini 6         | Rimbalzi   | 13 Scott                               |
| Stefano Salieri                | Allenatori | Edoardo Casalone                       |

| Arbitri: | Gagno (Spresiano) Miniati (Firenze) Pecorella (Trani) |

|                                    |            |                                   |
| Nikolić 18 Bryant 15 Stefanelli 14 | Punti      | 30 DeVoe 13 Guariglia 9 Galmarini |
| Da Ros 5                           | Assist     | 5 DeVoe, Sabatini                 |
| Bayehe 11                          | Rimbalzi   | 12 Guariglia                      |
| Marco Sodini                       | Allenatori | Stefano Salieri                   |

| Arbitri: | Ciaglia (Caserta) Bramante (San Martino Buon Albergo) Di Martino (Santa Maria la Carità) |

|                             |            |                                     |
| Cesana 46 DeVoe 18 Gajić 12 | Punti      | 27 Corbett 12 Baldassarre 10 Sandri |
| Sabatini 17                 | Assist     | 4 Rebec                             |
| Sabatini 9                  | Rimbalzi   | 7 Baldassarre                       |
| Stefano Salieri             | Allenatori | Massimo Bulleri                     |

| Arbitri: | Catani (Pescara) Costa (Livorno) Praticò (Reggio Emilia) |

|                             |            |                                          |
| Romeo 32 Wiggs 20 Taflaj 13 | Punti      | 21 DeVoe, Sabatini 16 Guariglia 9 Querci |
| Wiggs 6                     | Assist     | 4 Sabatini                               |
| Romeo 10                    | Rimbalzi   | 14 Guariglia                             |
| Daniele Parente             | Allenatori | Stefano Salieri                          |

| Arbitri: | Caforio (Brindisi) Capurro (Reggio Calabria) Di Toro (Perugia) |

|                                 |            |                                      |
| Pascolo 20 DeVoe 17 Sabatini 16 | Punti      | 18 Stojanović 14 Iannuzzi 12 Cortese |
| DeVoe 6                         | Assist     | 6 Maspero                            |
| DeVoe 7                         | Rimbalzi   | 9 Iannuzzi                           |
| Stefano Salieri                 | Allenatori | Giorgio Valli                        |

| Arbitri: | Foti (Vittuone) Barbiero (Milano) Boscolo Nale (Chioggia) |

|                                   |            |                                |
| DeVoe 36 Guariglia 16 Sabatini 11 | Punti      | 21 King, Mack 9 Ellis 7 Traini |
| Sabatini 8                        | Assist     | 4 Ellis, Diouf                 |
| DeVoe 8                           | Rimbalzi   | 10 King                        |
| Stefano Salieri                   | Allenatori | Marco Cardani                  |

| Arbitri: | Gagliardi (Anagni) Pazzaglia (Pesaro) Attard (Priolo Gargallo) |

|                                    |            |                                  |
| Raivio 21 Czumbel 19 Chinellato 11 | Punti      | 25 DeVoe 15 Pascolo 14 Guariglia |
| Raivio 5                           | Assist     | 9 Sabatini                       |
| Donzelli 11                        | Rimbalzi   | 12 Guariglia                     |
| Federico Campanella                | Allenatori | Stefano Salieri                  |

##### Fase ad orologio
| Arbitri: | Ursi (Livorno) Rudellat (Nuoro) Tarascio (Priolo Gargallo) |

|                                  |            |                                                 |
| Pacher 22 Mayfield 19 Zampini 12 | Punti      | 16 DeVoe 11 Querci, Pascolo, Galmarini 9 Cesana |
| Mayfield 6                       | Assist     | 5 Sabatini                                      |
| Pacher 8                         | Rimbalzi   | 8 Pascolo, Guariglia                            |
| Spiro Leka                       | Allenatori | Stefano Salieri                                 |

| Arbitri: | Puccini (Genova) Centonza (Grottammare) Bonotto (Ravenna) |

|                                  |            |                                               |
| DeVoe 25 Guariglia 18 Pascolo 12 | Punti      | 21 Henderson 20 Radonjić, Veronesi 6 Bozzetto |
| Sabatini 9                       | Assist     | 4 Passera                                     |
| Pascolo 8                        | Rimbalzi   | 6 Henderson                                   |
| Stefano Salieri                  | Allenatori | Franco Gramenzi                               |

| Arbitri: | Tirozzi (Bologna) Yang Yao (Vigasio) Giovannetti (Rivoli) |

|                                  |            |                                            |
| James 15 Gasparin 11 Tomassini 9 | Punti      | 20 Guariglia 17 Sabatini, Pascolo 14 DeVoe |
| James 6                          | Assist     | 9 Sabatini                                 |
| Zilli 8                          | Rimbalzi   | 8 Sabatini                                 |
| Matteo Mecacci                   | Allenatori | Stefano Salieri                            |

| Arbitri: | Miniati (Firenze) De Biase (Udine) Bertuccioli (Pesaro) |

|                                                    |            |                                       |
| DeVoe 27 Querci 14 Pascolo, Galmarini, Sabatini 10 | Punti      | 17 Moretti 10 Pepper, Tortu 9 Bertini |
| Sabatini 6                                         | Assist     | 3 Sabatino                            |
| Pascolo 9                                          | Rimbalzi   | 11 Moretti                            |
| Stefano Salieri                                    | Allenatori | Luca Bechi                            |

#### Play-off

##### Quarti di finale
| Arbitri: | Salustri (Roma) Maschietto (Treviso) Ferretti (Nereto) |

|                                   |            |                                        |
| Guariglia 23 Sabatini 15 DeVoe 13 | Punti      | 18 Vildera 14 Panni 7 Zampini, Vencato |
| Sabatini 10                       | Assist     | 7 Mayfield                             |
| Pascolo 6                         | Rimbalzi   | 9 Vildera                              |
| Stefano Salieri                   | Allenatori | Spiro Leka                             |

| Arbitri: | Masi (Firenze) Nuara (Treviso) Pellicani (Ronchi dei Legionari) |

|                                                  |            |                                |
| DeVoe 18 Sabatini, Bellan 11 Querci, Guariglia 8 | Punti      | 18 Mayfield 16 Pacher 13 Panni |
| Sabatini 6                                       | Assist     | 5 Panni, Vencato               |
| DeVoe 11                                         | Rimbalzi   | 9 Pacher, Mayfield             |
| Stefano Salieri                                  | Allenatori | Spiro Leka                     |

| Arbitri: | Valleriani (Ferentino) Cappello (Porto Empedocle) Ugolini (Forlì) |

|                               |            |                                  |
| Pacher 20 Vildera 15 Panni 11 | Punti      | 23 DeVoe 21 Pascolo 19 Guariglia |
| Panni, Mayfield 4             | Assist     | 10 DeVoe                         |
| Pacher 10                     | Rimbalzi   | 9 Guariglia                      |
| Spiro Leka                    | Allenatori | Stefano Salieri                  |

| Arbitri: | Maschio (Firenze) Dionisi (Fabriano) Perocco (Ponzano Veneto) |

|                              |            |                                |
| Pacher 24 Panni 17 Vildera 9 | Punti      | 34 DeVoe 14 Pascolo 9 Sabatini |
| Mayfield 5                   | Assist     | 5 Sabatini                     |
| Vencato 9                    | Rimbalzi   | 7 Guariglia, Sabatini          |
| Spiro Leka                   | Allenatori | Stefano Salieri                |

##### Semifinali
| Arbitri: | Tirozzi (Bologna) Barbiero (Milano) Longobucco (Ciampino) |

|                                        |            |                                                      |
| Monaldi 14 Ikangi 10 Rossato, Daniel 9 | Punti      | 13 DeVoe, Guariglia 11 Galmarini, Sabatini 8 Pascolo |
| Cournooh, Monaldi 5                    | Assist     | 5 Pascolo                                            |
| Cucci 6                                | Rimbalzi   | 6 Pascolo                                            |
| Alessandro Rossi                       | Allenatori | Stefano Salieri                                      |

| Arbitri: | Bartolomeo (Lecce) Puccini (Genova) Morassutti (Gradisca d'Isonzo) |

|                                         |            |                                 |
| Rossato, Monaldi 15 Daniel 11 Ikangi 10 | Punti      | 20 Pascolo 18 DeVoe 14 Sabatini |
| Monaldi 6                               | Assist     | 4 Sabatini                      |
| Daniel 10                               | Rimbalzi   | 8 DeVoe, Sabatini               |
| Alessandro Rossi                        | Allenatori | Stefano Salieri                 |

| Arbitri: | Patti (Montesilvano) Centonza (Grottammare) Capurro (Reggio Calabria) |

|                                 |            |                                  |
| DeVoe 21 Pascolo 17 Sabatini 16 | Punti      | 15 Rossato 12 Cournooh 10 Daniel |
| Sabatini 8                      | Assist     | 5 Daniel                         |
| DeVoe 10                        | Rimbalzi   | 12 Daniel                        |
| Stefano Salieri                 | Allenatori | Alessandro Rossi                 |

| Arbitri: | Boscolo Nale (Chioggia) Yang Yao (Vigasio) Pazzaglia (Pesaro) |

|                              |            |                                                  |
| DeVoe 35 Sabatini 20 Kohs 15 | Punti      | 17 Rossato 15 Cournooh, Monaldi 11 Clarke, Mobio |
| Sabatini 9                   | Assist     | 5 Cucci, Monaldi                                 |
| Pascolo 10                   | Rimbalzi   | 19 Daniel                                        |
| Stefano Salieri              | Allenatori | Alessandro Rossi                                 |

| Arbitri: | Ursi (Livorno) Caforio (Brindisi) Radaelli (Rho) |

|                                          |            |                              |
| Clarke 19 Daniel 12 Cournooh, Rossato 10 | Punti      | 15 DeVoe 12 Pascolo 8 Bellan |
| Cournooh 6                               | Assist     | 4 DeVoe, Pascolo             |
| Daniel 10                                | Rimbalzi   | 6 Sabatini, Gajić            |
| Alessandro Rossi                         | Allenatori | Stefano Salieri              |

## Statistiche
Aggiornate al 31 maggio 2022.

### Andamento in campionato

#### Regular season
| Giornata  | 1  | 2 | 3 | 4 | 5 | 6 | 7 | 8 | 9 | 10 | 11 | 12 | 13 | 14 | 15 | 16 | 17 | 18 | 19 | 20 | 21 | 22 | 23 | 24 | 25 | 26 |
| --------- | -- | - | - | - | - | - | - | - | - | -- | -- | -- | -- | -- | -- | -- | -- | -- | -- | -- | -- | -- | -- | -- | -- | -- |
| Luogo     | C  | T | C | C | T | C | T | C | T | C  | T  | T  | C  | T  | C  | T  | T  | C  | T  | C  | T  | C  | T  | C  | C  | T  |
| Risultato | P  | V | V | V | P | P | P | V | V | V  | V  | P  | V  | P  | V  | P  | V  | P  | P  | P  | P  | V  | P  | V  | V  | V  |
| Posizione | 13 | 8 | 5 | 6 | 6 | 8 | 8 | 7 | 7 | 7  | 6  | 7  | 6  | 7  | 6  | 6  | 6  | 7  | 7  | 7  | 8  | 7  | 8  | 7  | 7  | 7  |

Legenda:

Luogo: C = Casa; T = Trasferta. Risultato: V = Vittoria; N = Pareggio; P = Sconfitta.

#### Fase a orologio
| Giornata  | 1 | 2 | 3 | 4 |
| --------- | - | - | - | - |
| Luogo     | T | C | T | C |
| Risultato | P | V | V | V |
| Posizione | 7 | 7 | 6 | 4 |

Legenda:

Luogo: C = Casa; T = Trasferta. Risultato: V = Vittoria; N = Pareggio; P = Sconfitta.

### Statistiche di squadra
| Competizione                             | Punti | In casa | In casa | In casa | In casa | In casa | In trasferta | In trasferta | In trasferta | In trasferta | In trasferta | Totale | Totale | Totale | Totale | Totale | Totale |
| Competizione                             | Punti | G       | V       | P       | Ptf     | Pts     | G            | V            | P            | Ptf          | Pts          | G      | V      | P      | Ptf    | Pts    | Diff.  |
| ---------------------------------------- | ----- | ------- | ------- | ------- | ------- | ------- | ------------ | ------------ | ------------ | ------------ | ------------ | ------ | ------ | ------ | ------ | ------ | ------ |
| Supercoppa                               | 0     | 1       | 0       | 1       | 68      | 72      | 2            | 0            | 2            | 120          | 140          | 3      | 0      | 3      | 188    | 212    | -24    |
| Serie A2 - Reg. season + Fase a orologio | 34    | 15      | 11      | 4       | 1247    | 1118    | 15           | 6            | 9            | 1114         | 1157         | 30     | 17     | 13     | 2361   | 2275   | +86    |
| Serie A2 - Play-off                      | -     | 4       | 3       | 1       | 338     | 306     | 5            | 2            | 3            | 379          | 391          | 9      | 5      | 4      | 717    | 697    | +20    |
| Totale                                   | -     | 20      | 14      | 6       | 1653    | 1496    | 22           | 8            | 14           | 1613         | 1688         | 42     | 22     | 20     | 3266   | 3184   | +82    |

### Statistiche dei giocatori

#### In Supercoppa
| Nome              | G | Pun | Min | Falli | Falli | Tiri da 2 | Tiri da 2 | Tiri da 2 | Tiri da 3 | Tiri da 3 | Tiri da 3 | Tiri Liberi | Tiri Liberi | Tiri Liberi | Rimbalzi | Rimbalzi | Rimbalzi | Stop | Stop | Palle | Palle | Ass | Val | OER  |
| Nome              | G | Pun | Min | C     | S     | R         | T         | %         | R         | T         | %         | R           | T           | %           | O        | D        | T        | D    | S    | P     | R     | Ass | Val | OER  |
| ----------------- | - | --- | --- | ----- | ----- | --------- | --------- | --------- | --------- | --------- | --------- | ----------- | ----------- | ----------- | -------- | -------- | -------- | ---- | ---- | ----- | ----- | --- | --- | ---- |
| Lorenzo Deri      | 3 | 17  | 52  | 7     | 8     | 2         | 4         | 50        | 2         | 4         | 50        | 7           | 7           | 100         | 2        | 1        | 3        | 0    | 0    | 3     | 0     | 6   | 20  | 1,17 |
| Magaye Seck       | 3 | 2   | 24  | 3     | 5     | 1         | 1         | 100       | 0         | 0         | 0         | 0           | 0           | 0           | 5        | 2        | 7        | 0    | 0    | 1     | 0     | 0   | 10  | 1,00 |
| Gabe DeVoe        | 2 | 22  | 57  | 4     | 8     | 8         | 18        | 44        | 2         | 7         | 29        | 0           | 2           | 0           | 1        | 7        | 8        | 0    | 0    | 4     | 0     | 2   | 15  | 0,73 |
| Lorenzo Galmarini | 2 | 7   | 43  | 7     | 1     | 2         | 4         | 50        | 1         | 4         | 25        | 0           | 0           | 0           | 2        | 9        | 11       | 0    | 1    | 1     | 2     | 3   | 10  | 0,70 |
| Nemanja Gajić     | 3 | 34  | 78  | 7     | 2     | 3         | 4         | 75        | 9         | 17        | 53        | 1           | 2           | 50          | 1        | 3        | 4        | 1    | 0    | 3     | 3     | 3   | 27  | 1,36 |
| Davide Pascolo    | 3 | 25  | 72  | 9     | 2     | 11        | 24        | 46        | 0         | 3         | 0         | 3           | 4           | 75          | 7        | 20       | 27       | 0    | 0    | 2     | 2     | 4   | 32  | 0,81 |
| Tommaso Guariglia | 3 | 23  | 58  | 4     | 6     | 9         | 21        | 43        | 1         | 5         | 20        | 2           | 5           | 40          | 3        | 15       | 18       | 1    | 1    | 6     | 1     | 3   | 22  | 0,65 |
| Lorenzo Querci    | 3 | 9   | 40  | 3     | 1     | 3         | 3         | 100       | 1         | 6         | 17        | 0           | 0           | 0           | 0        | 5        | 5        | 0    | 0    | 2     | 1     | 6   | 12  | 0,82 |
| Phillip Carr      | 3 | 18  | 53  | 5     | 3     | 7         | 14        | 50        | 1         | 5         | 20        | 1           | 2           | 50          | 2        | 6        | 8        | 1    | 0    | 3     | 2     | 2   | 14  | 0,78 |
| Gherardo Sabatini | 3 | 19  | 71  | 6     | 11    | 3         | 7         | 43        | 3         | 10        | 30        | 4           | 5           | 80          | 0        | 3        | 3        | 0    | 2    | 10    | 5     | 15  | 23  | 0,78 |
| Luca Cesana       | 3 | 12  | 77  | 6     | 8     | 1         | 13        | 8         | 1         | 11        | 9         | 7           | 10          | 70          | 2        | 8        | 10       | 0    | 0    | 7     | 0     | 3   | -3  | 0,33 |
| Totale            | 3 | 188 | -   | 61    | 55    | 50        | 113       | 44        | 21        | 72        | 29        | 25          | 37          | 68          | 30       | 89       | 119      | 3    | 4    | 47    | 16    | 47  | 194 | 0,74 |

#### In stagione regolare
| Nome              | G  | Pun  | Min  | Falli | Falli | Tiri da 2 | Tiri da 2 | Tiri da 2 | Tiri da 3 | Tiri da 3 | Tiri da 3 | Tiri Liberi | Tiri Liberi | Tiri Liberi | Rimbalzi | Rimbalzi | Rimbalzi | Stop | Stop | Palle | Palle | Ass | Val  | OER  |
| Nome              | G  | Pun  | Min  | C     | S     | R         | T         | %         | R         | T         | %         | R           | T           | %           | O        | D        | T        | D    | S    | P     | R     | Ass | Val  | OER  |
| ----------------- | -- | ---- | ---- | ----- | ----- | --------- | --------- | --------- | --------- | --------- | --------- | ----------- | ----------- | ----------- | -------- | -------- | -------- | ---- | ---- | ----- | ----- | --- | ---- | ---- |
| Simone Bellan     | 9  | 46   | 169  | 18    | 9     | 10        | 11        | 91        | 8         | 20        | 40        | 2           | 4           | 50          | 5        | 12       | 17       | 3    | 1    | 9     | 8     | 9   | 49   | 1,07 |
| Lorenzo Deri      | 23 | 39   | 162  | 29    | 14    | 6         | 22        | 27        | 7         | 24        | 29        | 6           | 8           | 75          | 0        | 7        | 7        | 0    | 1    | 12    | 7     | 7   | -3   | 0,62 |
| Magaye Seck       | 19 | 37   | 151  | 30    | 14    | 14        | 26        | 54        | 0         | 0         | 0         | 9           | 15          | 60          | 21       | 12       | 33       | 1    | 4    | 8     | 3     | 6   | 34   | 0,81 |
| Gabe DeVoe        | 30 | 592  | 997  | 61    | 156   | 165       | 294       | 56        | 49        | 153       | 32        | 115         | 149         | 77          | 39       | 97       | 136      | 7    | 16   | 91    | 37    | 138 | 631  | 0,94 |
| Lorenzo Galmarini | 29 | 148  | 507  | 94    | 54    | 35        | 72        | 49        | 18        | 55        | 33        | 24          | 31          | 77          | 38       | 61       | 99       | 17   | 4    | 31    | 14    | 21  | 143  | 0,83 |
| Nemanja Gajić     | 20 | 44   | 204  | 25    | 2     | 4         | 11        | 36        | 11        | 38        | 29        | 3           | 3           | 100         | 4        | 13       | 17       | 2    | 1    | 7     | 4     | 7   | 9    | 0,75 |
| Davide Pascolo    | 30 | 305  | 798  | 51    | 54    | 122       | 215       | 57        | 11        | 35        | 31        | 28          | 36          | 78          | 55       | 136      | 191      | 20   | 2    | 37    | 26    | 60  | 441  | 0,99 |
| Tommaso Guariglia | 29 | 343  | 782  | 45    | 60    | 105       | 213       | 49        | 26        | 93        | 28        | 55          | 67          | 82          | 53       | 178      | 231      | 8    | 18   | 35    | 16    | 27  | 400  | 0,87 |
| Lorenzo Querci    | 30 | 131  | 503  | 63    | 11    | 17        | 30        | 57        | 32        | 77        | 42        | 1           | 3           | 33          | 4        | 25       | 29       | 1    | 2    | 9     | 13    | 21  | 72   | 1,10 |
| Phillip Carr      | 12 | 77   | 189  | 17    | 19    | 21        | 39        | 54        | 7         | 21        | 33        | 14          | 18          | 78          | 13       | 31       | 44       | 1    | 1    | 6     | 8     | 6   | 95   | 1,01 |
| Gherardo Sabatini | 30 | 336  | 1042 | 83    | 125   | 62        | 136       | 46        | 50        | 162       | 31        | 62          | 96          | 65          | 32       | 125      | 157      | 1    | 6    | 97    | 67    | 191 | 471  | 0,91 |
| Luca Cesana       | 19 | 263  | 521  | 34    | 33    | 46        | 86        | 53        | 51        | 102       | 50        | 18          | 23          | 78          | 10       | 44       | 54       | 1    | 3    | 27    | 23    | 42  | 256  | 1,15 |
| Totale            | 30 | 2361 | -    | 550   | 551   | 607       | 1155      | 53        | 270       | 780       | 35        | 337         | 453         | 74          | 311      | 799      | 1110     | 62   | 59   | 386   | 226   | 535 | 2735 | 0,91 |

#### Ai play-off
| Nome              | G | Pun | Min | Falli | Falli | Tiri da 2 | Tiri da 2 | Tiri da 2 | Tiri da 3 | Tiri da 3 | Tiri da 3 | Tiri Liberi | Tiri Liberi | Tiri Liberi | Rimbalzi | Rimbalzi | Rimbalzi | Stop | Stop | Palle | Palle | Ass | Val | OER  |
| Nome              | G | Pun | Min | C     | S     | R         | T         | %         | R         | T         | %         | R           | T           | %           | O        | D        | T        | D    | S    | P     | R     | Ass | Val | OER  |
| ----------------- | - | --- | --- | ----- | ----- | --------- | --------- | --------- | --------- | --------- | --------- | ----------- | ----------- | ----------- | -------- | -------- | -------- | ---- | ---- | ----- | ----- | --- | --- | ---- |
| Simone Bellan     | 9 | 47  | 156 | 23    | 11    | 15        | 21        | 71        | 4         | 13        | 31        | 5           | 9           | 56          | 8        | 9        | 17       | 0    | 1    | 6     | 9     | 3   | 38  | 1,03 |
| Verners Kohs      | 9 | 60  | 106 | 16    | 11    | 9         | 14        | 64        | 10        | 27        | 37        | 12          | 14          | 86          | 3        | 12       | 15       | 2    | 0    | 5     | 1     | 1   | 43  | 1,13 |
| Magaye Seck       | 5 | 3   | 16  | 7     | 1     | 1         | 1         | 100       | 0         | 0         | 0         | 1           | 2           | 50          | 0        | 3        | 3        | 0    | 0    | 0     | 1     | 1   | 1   | 1,50 |
| Gabe DeVoe        | 9 | 190 | 311 | 15    | 71    | 52        | 97        | 54        | 14        | 47        | 30        | 44          | 70          | 63          | 13       | 43       | 56       | 5    | 2    | 32    | 4     | 36  | 209 | 0,89 |
| Lorenzo Galmarini | 9 | 29  | 141 | 25    | 14    | 6         | 23        | 26        | 3         | 15        | 20        | 8           | 9           | 89          | 11       | 17       | 28       | 3    | 0    | 5     | 5     | 4   | 23  | 0,61 |
| Nemanja Gajić     | 9 | 38  | 158 | 13    | 7     | 4         | 9         | 44        | 8         | 23        | 35        | 6           | 8           | 75          | 7        | 16       | 23       | 4    | 0    | 1     | 5     | 4   | 45  | 1,03 |
| Davide Pascolo    | 9 | 113 | 258 | 16    | 21    | 45        | 75        | 60        | 1         | 6         | 17        | 20          | 26          | 77          | 16       | 40       | 56       | 7    | 4    | 11    | 7     | 20  | 152 | 1,04 |
| Tommaso Guariglia | 9 | 94  | 219 | 16    | 12    | 24        | 40        | 60        | 12        | 29        | 41        | 10          | 13          | 77          | 7        | 35       | 42       | 0    | 2    | 11    | 5     | 9   | 97  | 1,06 |
| Lorenzo Querci    | 9 | 26  | 137 | 24    | 3     | 1         | 4         | 25        | 7         | 15        | 47        | 3           | 4           | 75          | 1        | 7        | 8        | 0    | 0    | 4     | 3     | 5   | 5   | 1,04 |
| Gherardo Sabatini | 9 | 117 | 348 | 22    | 37    | 25        | 46        | 54        | 14        | 56        | 25        | 25          | 29          | 86          | 6        | 47       | 53       | 0    | 5    | 30    | 26    | 54  | 163 | 0,77 |
| Totale            | 9 | 717 | -   | 177   | 188   | 182       | 330       | 55        | 73        | 231       | 32        | 134         | 184         | 73          | 88       | 249      | 337      | 21   | 14   | 110   | 66    | 137 | 823 | 0,92 |